# سیلون کساتاندوش
سیلون کساتاندوش (فرانسوی: Sylvain Kastendeuch‎؛ زادهٔ ۳۱ اوت ۱۹۶۳) بازیکن سابق فوتبال اهل فرانسه است.
از باشگاه‌هایی که در آن بازی کرده‌است می‌توان به باشگاه فوتبال سن-اتین، باشگاه فوتبال تولوز و باشگاه فوتبال متس، اشاره کرد.
وی همچنین در تیم ملی فوتبال فرانسه بازی کرده‌است.